# Avion de combat futur
Pour les articles homonymes, voir ACF.
L'Avion de combat du futur (ACF) ou Super Mirage ou Mirage G8A est un projet d'avion de combat biréacteur à aile en flèche fixe, dérivé du Dassault Mirage G8. Il était prévu en deux versions, un monoplace d'interception et un biplace de frappe nucléaire. Le programme est abandonné en décembre 1975 pour des raisons de coût, peu avant l'achèvement du premier prototype.

## Conception

### Phase de définition
Dans la seconde moitié des années 1960, le constructeur aéronautique français Dassault reçoit la mission d'étudier plusieurs projets d'avions à géométrie variable, désignés sous le nom de Mirage G, destinés à équiper l'armée de l'air et l'aéronavale françaises en intercepteurs ou répondre au programme RAGEL (reconnaissance, attaque et guerre électronique lointaines). Quatre prototypes sont construits, mais aucun ne débouche sur une fabrication en série.
L'État-major de l'Armée de l'air (EMAA) définit le 1er juin 1972 un projet de fiche-programme pour un avion de combat monoplace et biréacteur, chargé des missions de défense aérienne, de couverture, d'attaque et de reconnaissance. Cet « avion de combat futur » est doté d'une aile fixe avec une flèche de 55°. Cet angle présente le meilleur compromis d'après l'expérience établie sur les mirages à géométrie variable, dont le mécanisme complexe est abandonné pour simplifier la structure et diminuer les coûts. L'avion est équipé de deux réacteurs Snecma M53, seul moteur récent disponible et pour obtenir une bonne sécurité d'utilisation. Enfin, le fuselage est de dimension suffisante pour recevoir une antenne radar de grand diamètre.
Le ministre de la Défense nationale demande le 28 juillet 1972 que soient établies les bases viables pour ce programme, au point de vue opérationnel, technique et financier. Un groupe composé de la Direction générale de l'armement, l'état-major des armées et l'état-major de l'Armée de l'air définit en août 1972 les objectifs d'une phase de définition, que le ministre lance le 14 novembre 1972.
Les premiers résultats de la phase de définition sont connus le 11 mai 1973 : la livraison des avions monoplaces de défense aérienne équipés d'un radar à impulsions à partir de mai 1980, des avions de pénétration à partir de mi-1983 et le remplacement du premier type de radar par un radar Doppler pulsé en 1985.

### Prototypes
Le contrat du premier prototype est notifié à Dassault le 5 décembre 1973, avec la réalisation d'un premier vol en juillet 1976, le programme prévoyant quatre avions de développement et une cellule d'essais statiques. La cellule est basée sur les études réalisées autour de la série des Mirages G et devient le Dassault G8A.
Des changements sont apportés en janvier 1974 avec un décalage des versions, le modèle de pénétration devant être mis en service pour 1980 et celui de défense aérienne en 1983. Ces modifications tiennent aux enseignements de la campagne d'essais nucléaires en 1973 au Centre d'expérimentations du Pacifique (CEP). Ces essais montrent la possibilité de réaliser une tête nucléaire miniaturisée et un missile dédié (le futur Air-sol moyenne portée (ASMP)). Il germe aussi l'idée de passer directement à un radar doppler, pour éviter la solution temporaire d'un radar à impulsion. Ces décisions sont confirmées le 28 mars 1974 par le ministère, après le lancement du développement du missile air-sol à tête nucléaire en février 1974. La version « Pénétration et Attaque à basse altitude » devra être opérationnelle avant le 1er janvier 1980 et le missile en 1981.
Après les élections présidentielles de 1974, le projet budgétaire de 1975 n'inclut pas les crédits pour une sortie de l'ACF avant janvier 1980, ce qui replace la date de mai 1980 comme objectif. La situation se dégrade en octobre 1974, puisque l'industrialisation ne peut plus débuter en 1975 et repousse la sortie de l'ACF à 1981. Toutefois, le programme se poursuit, le prototype ACF n° 02 est autorisé, les études des radars continuent, les choix techniques privilégiant la version de défense aérienne.
Le marché pour la commande du prototype no 02 (version Pénétration-biplaces) est notifié le 26 novembre 1974, avec un premier vol en juin 1977 ensuite repoussé à octobre 1977.

## Fin du programme

### Difficultés financières
Les difficultés financières deviennent prépondérantes en janvier 1975. Les travaux de préparation du budget 1976 mettent en évidence que le programme devra être revu, avec une réduction des crédits et un probable décalage des dates de mise en service de plusieurs années.
Le 2 juillet 1975, le ministre de la Défense entérine la continuité du développement des équipements (radars, missiles, réacteurs) et le ralentissement du programme, dont l'arrêt des travaux sur le prototype no 02.
Entre mai et septembre 1975, des variations du calendrier du programme, des versions alternatives de l'avion et le remplacement de l'ACF sont évalués.

### Arrêt et conséquences
L'arrêt du programme est décidé le 18 décembre 1975 par le Conseil de défense,,, avec l'arrêt de la fabrication du prototype et la résiliation du contrat. L'avion de combat futur est perçu comme trop ambitieux, trop grand et trop cher pour les prévisions budgétaires, selon le Centre de prospective et d'évaluation, ce qui ne permettrait pas à l'Armée de l'air de mettre en ligne un total de 450 avions de combat.
Marcel Dassault est reçu à sa demande par le Président de la République peu avant. Il lui propose que l'État continue à développer le programme ACF bimoteur et que sa firme conçoive sur fonds propre un avion moins cher et équipé du même moteur en un seul exemplaire. Valéry Giscard d'Estaing inverse la proposition, ce qui marque la fin de l'ACF et permet la naissance d'un nouvel avion, le Mirage 2000.
Le prototype no 01 de l'ACF est démantelé dans les ateliers Dassault et aucun avion de série ne sera construit.

## Variantes
Le projet de l'ACF biréacteur Snecma M53 à aile en flèche fixe (55 degrés), de forme proche du Mirage G8, est prévu en deux versions pour un total de 200 exemplaires, :
- ACF/DA (Défense aérienne) : avion monoplace de 14 tonnes à vide, doté d'une vitesse maximale de Mach 2.5, jusqu'à 4 missiles Super 530 et 2 missiles R550 Magic ; livraison prévue avec un radar classique en mai 1980, remplacé par un radar doppler à impulsion à partir de 1985 ;
- ACF/P (Pénétration/frappe nucléaire) : avion biplace de 14 tonnes à vide, doté d'une vitesse maximale de Mach 2.2 et du futur missile ASMP ; livraison prévue en 1983.

### Développement lié
- Dassault Mirage G

### Aéronefs comparables
- General Dynamics F-111
- McDonnell Douglas F-15 Eagle
- Soukhoï Su-27 Flanker
- Panavia Tornado ADV

### Ordre de désignation
- Mirage III - Mirage IV - Mirage 5 - Mirage F1 - Dassault Mirage G/G4/G8/G8A - Mirage 2000 - Mirage 4000 -